# Vicente Aranda

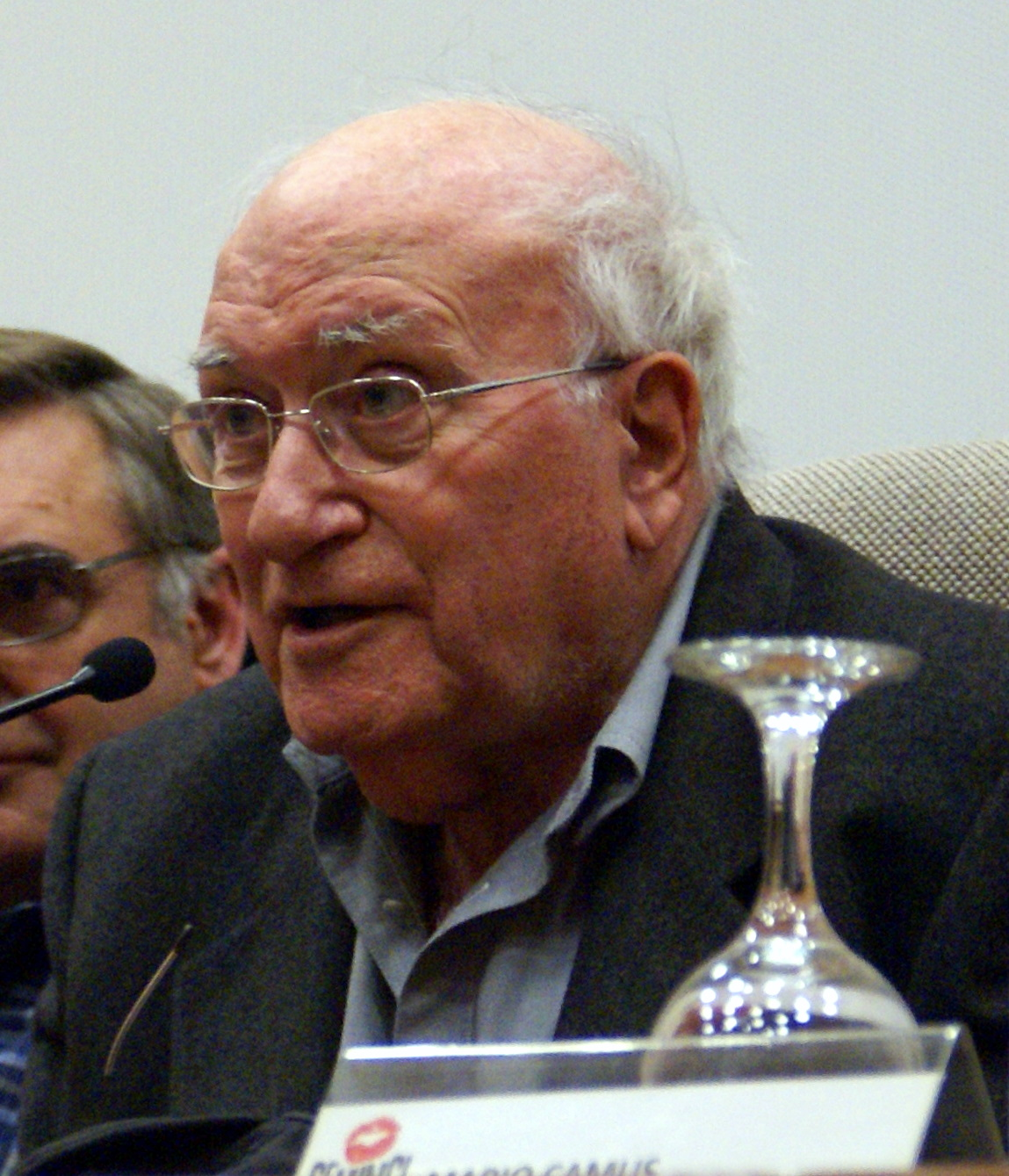
Vicente Aranda (2011)

Vicente Aranda (* 9. November 1926 in Barcelona; † 26. Mai 2015 in Madrid) war ein spanischer Filmregisseur und Drehbuchautor. Aufgrund seines ausgeprägten persönlichen Stils zählt er zu den bekanntesten zeitgenössischen spanischen Filmemachern.

## Leben
Vicente Aranda Ezguerra wurde 1926 als jüngster Sohn einer Familie in Barcelona geboren. Der Spanische Bürgerkrieg, in dem die Familie auf Seiten der Republikaner stand, bestimmte seine Jugendzeit. Bis er 1952 aus politischen und wirtschaftlichen Gründen nach Venezuela auswanderte, verdiente Aranda seinen Lebensunterhalt mit Gelegenheitsjobs. Dort arbeitete er als Frachttechniker für eine US-amerikanische Spedition und nahm später eine verantwortliche Position in einem Elektronikunternehmen ein. Nach sieben Jahren im Exil kehrte er 1959 nach Spanien zurück. Mit dem Ziel Regisseur zu werden, bewarb er sich bei der Madrider Filmschule. Da er aber über keinen geeigneten Schulabschluss verfügte, wurde er abgelehnt. Er zog nach Barcelona, wo es ihm 1964 als vollständigem Autodidakten gelang, seinen ersten Film zu drehen.

## Filmografie
- 1964: Brillante porvenir
- 1965: Fata Morgana
- 1969: Las crueles
- 1972: The Blood Spattered Bride (La novia ensangrentada)
- 1974: Clara es el precio
- 1976: Cambio de sexo
- 1980: La muchacha de las bragas de oro
- 1982: Asesinato en el Comité Central
- 1984: El crimen del Capitán Sánchez (TV-Film)
- 1986: Die Zeit der Stille (Tiempo de silencio)
- 1987: Jagt und tötet ihn – Teil 1 (El Lute: camina o revienta)
- 1988: Jagt und tötet ihn – Teil 2 (El Lute II: mañana seré libre)
- 1989: Si te dicen que caí
- 1990: Und koste es das Leben (Los jinetes del alba) (TV-Miniserie)
- 1991: Amantes
- 1992: El amante bilingüe
- 1993: Intruso
- 1994: Im Sog der Leidenschaft (La pasión turca)
- 1995: Lumière et Compagnie
- 1996: Libertarias
- 1998: Der Blick des Anderen (La mirada del otro)
- 1999: Celos
- 2001: Juana la Loca
- 2003: Carmen
- 2004: Técnicas para un golpe de estado, Beitrag zu ¡Hay motivo!
- 2006: Der weiße Ritter (Tirante el Blanco)
- 2007: Canciones de amor en Lolita's Club
- 2009: Luna Caliente

## Auszeichnungen
Vicente Aranda ist Preisträger von elf spanischen und internationalen Filmpreisen. Für 18 weitere Auszeichnungen wurde er nominiert.
- Die ersten international renommierten Auszeichnungen erhielt Aranda im Jahr 1988. Für den ersten Teil seines biografischen Dramas über Eleuterio Sánchez Rodríguez, El Lute: camina o revienta, wurde er mit dem gleichnamigen Preis der Fotogramas de Plata für den besten spanischen Film gewürdigt. Die Academia de las Artes y las Ciencias Cinematográficas nominierte Aranda für diesen Film für einen Goya in der Kategorie beste Regie (Mejor Director). Weitere Preise für diesen Film erhielt er vom Cognac Festival du Film Policier. Dort gewann er sowohl den L.T.C. Coup de Coeur als auch den Spezialpreis der Jury. Für den zweiten Teil des Films El Lute II: mañana seré libre wurde er im selben Jahr auf den internationalen Filmfestspielen von Cannes für die Goldene Palme und im darauf folgenden für einen Goya für das am besten adaptierte Drehbuch (Mejor Guión Adaptado) nominiert.
- Zwei weitere Nominierungen für einen Goya konnte Aranda 1990 erreichen. Sein Drama Si te dicen que caí wurde in den Kategorien beste Regie und bestadaptiertes Drehbuch für den Preis vorgeschlagen.
- 1991 folgte eine Nominierung seines Filmes Amantes für einen Goldenen Bären der Berlinale. Auf dem MystFest – Festival Internazionale del Giallo e del Mistero di Cattolica gewann der Film noch im gleichen Jahr den Preis für den besten Film.
- Sein mit vier Preisen bisher erfolgreichstes Filmjahr konnte Aranda 1992 feiern. Für Amantes erhielt er in der Kategorie beste Regie einen seinen ersten Goya sowie einen Premio ADIRCAE. Als bester Film wurde das Werk mit einem weiteren Preis der Fotogramas de Plata und einem Sant Jordi ausgezeichnet.
- Im Jahr 1994 wurde er für zwei weitere Goyas nominiert, El Amante bilingüe in der Kategorie bestes adaptiertes Drehbuch und die Komödie Intruso in der Kategorie beste Regie. Für den Preis als bester Film wurde Intruso 1994 auch auf dem brasilianischen Gramado Film Festival nominiert.
- Mit Im Sog der Leidenschaft wiederholten sich diese Auszeichnungen im Jahr 1995. Aranda wurde für die Goyas in den Kategorien bestes adaptiertes Drehbuch und bester Film und den Preis für den besten Film des Gramado Film Festival nominiert. Auf dem Internationalen Moskauer Filmfestival wurde der Film für einen Golden St. George vorgeschlagen.
- Für sein Drama Libertarias, das den spanischen Bürgerkrieg zum Thema hat, erhielt Aranda 1996 auf dem Internationalen Filmfestival von Tokyo den Spezialpreis der Jury.
- Die Romanverfilmung „Der Blick des Anderen“ (La Mirada del otro) wurde auf der Berlinale 1998 für einen Goldenen Bären nominiert.
- Im Jahr 2001 erhielt Aranda den Cinemania Award der Premios Ondas und wurde auf dem Festival Internacional de Cine de Donostia-San Sebastián für Juana la Loca für die Goldene Muschel nominiert.
- Für Juana la Loca wurde Aranda 2002 erneut in der Kategorie beste Regie des Goya nominiert. 2004 erhielt er den Ehrenpreis der spanischen Regisseursvereinigung ADIRCAE.
- Der Dokumentarfilm ¡Hay motivo!, zu dem Aranda einen Beitrag lieferte, wurde 2005 für den Goya in der Kategorie bester Dokumentarfilm (Mejor Película Documental) nominiert.